# Leucrose
Leucrose ist eine chemische Verbindung aus der Gruppe der reduzierenden Disaccharide, das durch enzymatische Umlagerung aus Saccharose hergestellt wird.

## Vorkommen
Leucrose wurde zuerst 1952 als Nebenprodukt bei der fermentativen Bildung von Dextran aus Saccharose durch Leuconostoc mesenteroides und Streptococcus bovis, dann auch in Pollen und Honig entdeckt. Es kommt auch in Pollen des Breitblättrigen Rohrkolbens (Typha latifolia) vor.

## Gewinnung und Darstellung
Leucrose kann durch Reaktion von Saccharose mit Glucosyltransferase in Gegenwart von Saccharose und Fructose hergestellt werden. Außerdem wird es als ein Nebenprodukt von Dextran-Saccharase bei der Herstellung von Palatinose® (Isomaltulose) aus Saccharose gebildet. Zusätzlich meldeten 1986 Pfeiffer & Langen ein Patent an, das die Herstellung von Leucrose aus Saccharose oder Fructose mit dem Enzym Dextran-Sucrase beschreibt.

## Eigenschaften
Leucrose ist ein weißer Feststoff, der leicht löslich in Wasser ist. Das Anhydrat nimmt an Luft Wasser auf und bildet das Monohydrat, welches bei 78 °C und 1 mmHg wieder entwässert werden kann. In wässrigen Lösungen bei 20 °C liegt die Verbindung in zwei tautomere Formen vor: 1,9 % α-Pyranose und 98,1 % β-Pyranose. Leucrose kristallisiert in der Form des Monohydrats in der β-Pyranose Form.
Leucrose ist nicht kariogen (kariesfördernd) und hat auch in hohen Dosen keinen laxierenden Effekt, da Leucrose schon im Dünndarm gespalten wird. Ihre Eigenschaften und physiologischer Brennwert (17 kJ/g) entsprechen der Glucose, die relative Süßkraft beträgt 0,4–0,5 (Saccharose = 1).
Die Verbindung besitzt eine orthorhombische Kristallstruktur mit der Raumgruppe P212121 (Raumgruppen-Nr. 19).

## Verwendung
Seit über 10 Jahren vermarktet Cargill Leucrose als süßmachenden Zusatzstoff in einer Mischung mit Fructose (37 %) und anderen Sacchariden (48 %). Die Verwendung von Leucrose als Süßstoff in Kaugummis mit Gehalten von 0,1 bis 10 % wurde patentiert, um Polyole zu ersetzen, die in der Regel weniger gut verdaulich sind. Als Zuckeraustauschstoff ist Leucrose in Deutschland derzeit (Stand 2019) nicht zugelassen.